# Argumentowość
Argumentowość, arność, członowość – liczba argumentów:
- funkcji zdaniowej albo symbolu funkcyjnego w logice,
- relacji, funkcji, bądź działania/operacji w matematyce,
- funkcji lub procedury, czy operatora w informatyce.